# 寺門静軒

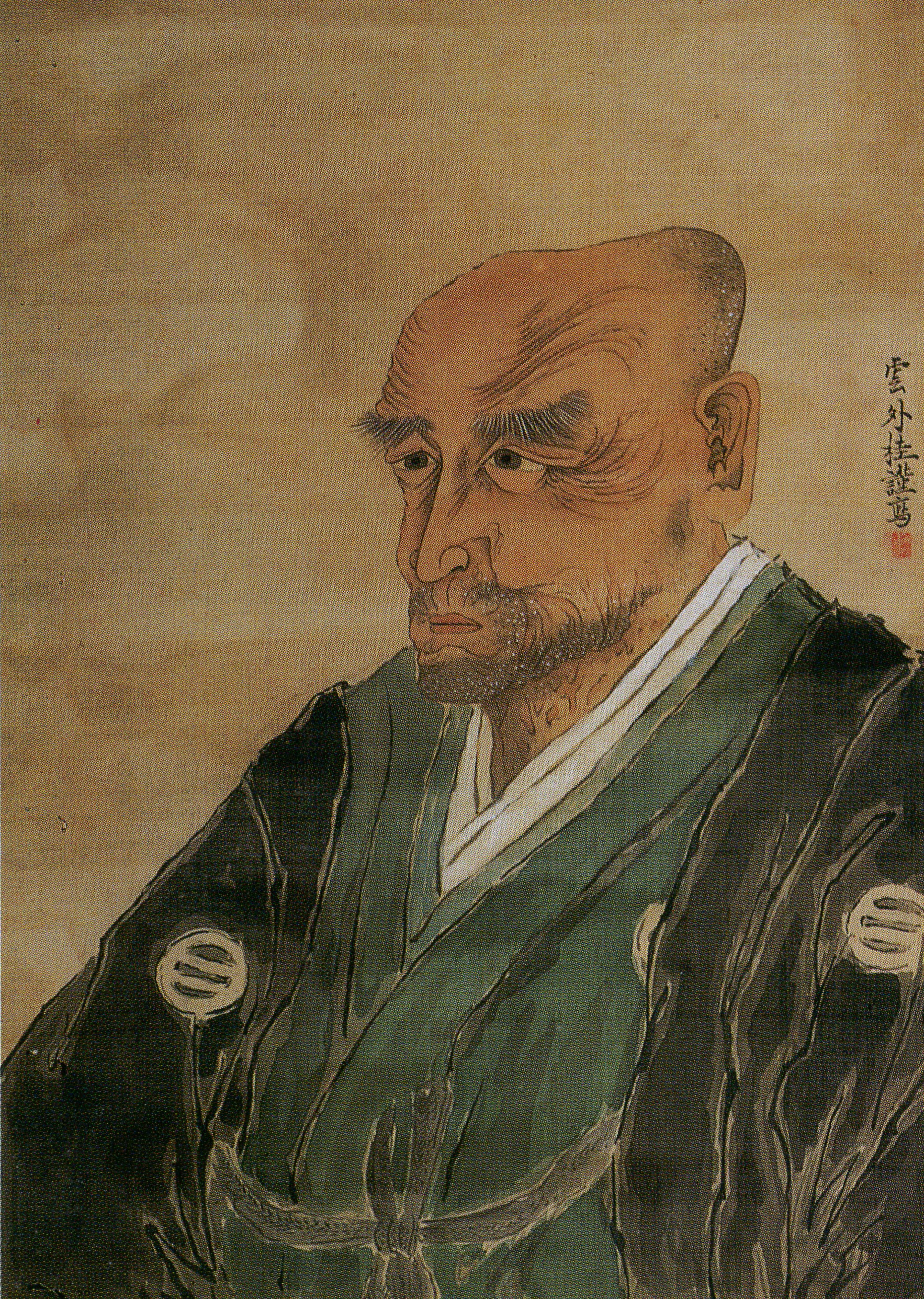
寺門静軒像(個人蔵)

寺門 静軒（てらかど せいけん、寛政8年（1796年） - 慶応4年3月24日（1868年4月16日））は、幕末の儒学者。諱は良。字は子温。通称は弥五左衛門。克己・蓮湖という号もある。

## 生涯
水戸藩御家人であった寺門勝春の子として生まれ（生母は河合氏）、13歳で父が死ぬが、彼は本妻の子ではなかったために後を継いで仕官する事が許されなかった。放蕩無頼の生活に身をゆだね、19歳の時に腹違いの兄が水戸家の禄を離れたために父から受け継いだ別宅を売って一時の生計に充てる。その頃から折衷学派山本緑陰の食客・門人となった。文政13年（1830年）、水戸藩の新しい藩主となった徳川斉昭が藩政を一新し有為の人材を広く登用する趣意に応えて、再度上書して黙殺され藩邸の門前で請願を試みることまであえてしたが仕官はかなわなかった。それからは駒込で塾を開いていたが、天保2年（1831年）より、江戸の風俗を記した『江戸繁昌記』を執筆する。天保6年（1835年）3月、青表紙本検閲の最終責任を負う昌平坂学問所・林述斎の助言を受けた江戸南町奉行・筒井伊賀守の命により、『江戸繁昌記』初・二篇は「敗俗の書」として出版差留の処分を受ける。その申し渡しを無視するように第三篇以降の刊行を継続する。天保13年（1842年）には江戸南町奉行・鳥居甲斐守（鳥居耀蔵）に召喚され、第五篇まで書いていた『江戸繁昌記』は「風俗俚談を漢文に書き綴り鄙淫猥雑を極めその間に聖賢の語を引証…聖賢の道を穢し」たと判断され「武家奉公御構」（奉公禁止）という処分を受けた。この際鳥居は、儒学者の旨とするところは何かと問い、静軒が「孔孟の道に拠って己を正し、人を正すところにある」と答えると、すかさず『江戸繁昌記』を突きつけ、「この書のどこに孔孟の道が説かれているか答えよ」と迫り、返す答えのない静軒は罪に服した、と木村芥舟が随筆に記している。
以後、自らを「無用之人」と称して越後国や北関東を放浪する。やがて武蔵国妻沼（現在の埼玉県熊谷市）に私塾を開いて晩年を過ごした。
門人として、小浜大海・松本万年(政秀)・松本文斎・小松春山・市原確太郎・岡田行山・三木秤堂・小池水斎・青木錦村・根岸武香などがいる。他の著作として『静軒一家言』『静軒慢筆』『新潟繁盛記』など。

## 刊本
- 『江戸繁昌記』佐藤進一訳. 春陽堂, 1929
- 『江戸繁昌記 校訂』北沢二郎校 (雄山閣文庫 1939
- 『江戸繁昌記』全3巻 朝倉治彦, 安藤菊二 校注. 平凡社・東洋文庫, 1974-76
- 『江戸繁昌記』竹谷長二郎訳 (教育社新書. 原本現代訳 1980
- 『太平志』太平書屋, 1980
- 『江頭百詠』太平書屋, 1984
- 『江戸繁昌記』日野龍夫校注 新日本古典文学大系 100 岩波書店, 1989
- 『新潟冨史 新潟繁昌記』新稲法子 訓読解説. 太平書屋, 2004
- 「静軒痴談」 日本随筆大成 第2期 第20巻 吉川弘文館,